# 超双曲型方程式
数学の偏微分方程式の分野において、超双曲型方程式（ちょうそうきょくがたほうていしき、英: ultrahyperbolic equation）とは、2n 個の変数 x1, ..., xn, y1, ..., yn を持つ未知スカラー函数 u に対する、次の形の偏微分方程式を言う：
{\displaystyle {\frac {\partial ^{2}u}{\partial x_{1}^{2}}}+\cdots +{\frac {\partial ^{2}u}{\partial x_{n}^{2}}}-{\frac {\partial ^{2}u}{\partial y_{1}^{2}}}-\cdots -{\frac {\partial ^{2}u}{\partial y_{n}^{2}}}=0.\qquad \qquad (1)}
より一般に、a が符号数 (n,n) を持つ 2n 変数の任意の二次形式であるとき、主要部が {\displaystyle a_{ij}u_{x_{i}x_{j}}} である任意のPDEは超双曲型と呼ばれる。そのような任意の方程式は、変数変換によって上述の (1) の形状に書き換えられる。
超双曲型方程式は多くの観点から研究されている。一方それは、古典的な波動方程式に似たものでもある。このことより、その特性曲線に関する多くの結果が得られている。その内の一つは、フリッツ・ジョンによるジョンの方程式である。
Walter Craig と Steven Weinstein は近年（2008）、非局所的な制限の下で、余次元 1 の超曲面上で与えられる初期値に関する初期値問題は適切であることを示した。
この方程式はまた、対称空間や楕円型微分作用素の観点からも研究されている特に、超双曲型方程式は調和函数に対する平均値の定理に似たものを満たす。